# مولد (برمجة)
في علم الحاسوب ، يعد المولّد generator روتينًا يمكن استخدامه للتحكم في سلوك تكرار الحلقة . جميع المولدات هي أيضا مكررات . المولد يشبه إلى حد كبير دالة ترجع مصفوفة ، حيث أن المولد يحتوي على معلمات يمكن استدعائها، ويولد سلسلة من القيم. ومع ذلك ، بدلاً من بناء مصفوفة تحتوي على جميع القيم وترجعها كلها في وقت واحد ، ينتج المولد القيم واحدة تلو الأخرى، الأمر الذي يتطلب ذاكرة أقل ويسمح للمستدعي بالبدء في معالجة القيم القليلة الأولى على الفور. باختصار ، يبدو المولد يبدو كدالة ولكنه يتصرف مثل المكرر .
يمكن تنفيذ المولدات من حيث تركيبات تدفق التحكم المعبرة، مثل الروتينات الفرعية أو الاستمرارات من الصنف الأول. تُعد المولدات، والمعروفة أيضًا باسم أشباه الروتينات،  حالة خاصة (وأضعف من) من الروتينات الفرعية، من حيث أنها دائمًا ما تعيد التحكم إلى المستدعي (عند تمرير قيمة إلى الوراء) ، بدلاً من تحديد روتين فرعي للقفز إليه.